# 伊豆國分寺
伊豆國分寺（日语：／）是位于日本靜岡縣三島市的日蓮宗寺院。山號「最勝山」。本尊釋迦如來、開基（創立者）為聖武天皇。

## 歷史
天平13年（741年），聖武天皇發布「國分寺建立之詔」，在諸國建立的國分寺之一。

## 關連項目
- 國分寺

## 外部連結
- 伊豆國分寺塔跡 （页面存档备份，存于）